# عبد الرحمن بن حسن آل الشيخ
عبد الرحمن بن حسن بن محمد بن عبد الوهاب (1779- 1869 م) عالم نجدي وقاضٍ، وحفيد الإمام محمد بن عبد الوهاب.

## نسبه
الشيخ عبد الرحمن من أسرة آل الشيخ المشهورة وهم من آل مُشَرَّف عشيرة من المَعاضيد من فخذ آل زاخِر الذين هم بطن من الوُهَبة من بني حَنظَلة من قبيلة بني تميم.

## ولادته ونشأته
ولد سنة 1193 هـ، في مدينة الدرعية وهي يومئذٍ موطن الدعوة السلفية ومهد علماء السلف وعاصمة الجزيرة العربية. قُتل والده الشيخ حسن بن محمد في معركة غرابة فكفله جده الإمام محمد بن عبد الوهاب وتربي في حجره ولازمه حتى توفي الإمام وله من العمر ثلاثة عشرة سنة.

## تحصيله ومشايخه
استفاد الشيخ عبد الرحمن من سكنه مع جده الإمام محمد بن عبد الوهاب فكان جده هو شيخه الأول حيث نهل من علمه واستقى من معارفه وارتفعت همته فحفظ القرآن الكريم بعد سن التمييز ولازم دروس جده فقرأ عليه التوحيد إلا قليلاً، وتدرب على الفقه واستمع إلى دروس كبار تلاميذ جده في أمهات كتب التفسير والحديث والأحكام، فزاد شغفه بالعلم قبل البلوغ ورام المعالي قبل سن الرشد فصار إلى ما أراد.
بعد وفاة جده شيخ الإسلام لازم علماء الدرعية فقرأ على عدد كبير منهم:
- عمه عبد الله بن محمد بن عبد الوهاب ابن الإمام محمد بن عبد الوهاب.
- حمد بن ناصر بن معمر.
- عبد الله بن فاضل.
- أحمد بن حسن بن رشيد بن مثيني العياش.
- عبد الرحمن بن خميس.
- حسين بن غنام.

وصار الشيخ عبد الرحمن بن حسن من العلماء وهو في سن الشباب.
أما مشايخه في مصر فهم:
- حسن القويني وقد درس عليه شرح جميع الجوامع في الأصول للمحليِّ ومختصر السعد في المعاني والبيان وقد أجازه بجميع مروياته.
- عبد الله بن سويدان وقد أجازه بجميع مروياته.
- عبد الرحمن الجبري وقد أخذ عنه أحاديث بسندها إلى النبي صلى الله عليه وسلم، وأجازه بجميع مروياته.
- مفتي الجزائر الشيخ محمد بن محمود الجزائري الحنفي الأثري، وقد أجازه بجميع مروياته.
- إبراهيم العبيدي المقرئ شيخ مصر في القراءات.
- أحمد بن سلمونة وقد قرأ عليه كثير من الشاطبية وشرح الجزرية لشيخ الإسلام زكريا الأنصاري.
- يوسف الصاوي.
- الباجوري.

## جهاده
لما عبر طوسون البحر وأنزل في سواحل البحر الأحمر مما يلي الجزيرة العربية، يريد الانقضاض على الدعوة السلفية في قاعدتها والقضاء عليها في مهدها، تلقاه الإمام عبد الله بن سعود في مرساه وعاجله قبل الغزو، وكان الشيخ عبد الرحمن بن حسن مصاحباً للإمام عبد الله بن سعود في هذا المسير فحضر الواقعة الفاصلة بين الجيشين في وادي الصفراء والتي أنزلت بعساكر الدولة العثمانية التركية الخسائر الفادحة، واستمر الشيخ عبد الرحمن مجاهداً مع هذه الجيوش والمدافعة بقلبه ولسانة وسنانة.
ولما انتهى الأمر إلى حصار الدرعية كان مع المحاصرين المدافعين المقاتلين إلى آخر ساعة من ساعات إطلاق النار حتى تم الصلح وكان من ضمن الذين ارتحلوا إلى مصر.

## رجوعه إلى نجد
بعد أن استعاد الإمام تركي بن عبد الله آل سعود جد الأسرة الحاكمة السلطة في كثير من بلدان نجد وطرد من البلاد الجنود الأتراك المحتلين، وكان الإمام تركي يراسل المشهورين من المبعدين كالشيخ عبد الرحمن، ولمس الشيخ عبد الرحمن بن حسن وهو في مصر ليناً في المراقبة والمتابعة قرر المغادرة ‌‌‌وصمم على الخروج من مصر إلى بلاد نجد فخرج من مصر عام 1241 هـ.
فلما وصل إلى الرياض – التي جعلها الإمام تركي بن عبد الله مملكة ‌بعد خراب الدرعية_ فرح به الإمام تركي فرحاً شديداً وتلقاه بالإكرام والحفاوة، كما فرح بمقدمه عامة المسلمين.

## أعماله ومناصبه
- تولى قضاء الدرعية قبل ارتحاله منها.
- تولى التدريس إلى جانب عمله في القضاء.
- بعد رجوعه من مصر جعله الإمام تركي صاحب الكلمة المطلقة والقول النافذ في حكومته.
- باشر الإمام عبد الرحمن بن حسن الأعمال التي كان يقوم بها جده الإمام محمد بن عبد الوهاب.
- بعد استقراره في الرياض وزع أوقاته بين مجالسة الإمام تركي للتشاور في شؤون الدولة ومقابلة العلماء وتأليف الكتب وبعث الرسائل والنصائح إلى أنحاء البلاد ووعظ العامة وإرشادهم وحلقات تدريس الطلاب

واستمر على هذا الحال وقد مد الله في حياته ونسأ له في أجله حتى شهد عصر ستة من أئمة حكام آل سعود. فقد عاصر وعمل في عهد ثلاثة من الدولة السعودية الأولى وهم:
1. عبد العزيز بن محمد آل سعود.
2. سعود بن عبد العزيز آل سعود.
3. عبد الله بن سعود آل سعود.

وثلاثة من الدولة السعودية الثانية وهم:
1. تركي بن عبد الله آل سعود.
2. فيصل بن تركي آل سعود.
3. عبد الله بن فيصل بن تركي آل سعود.

## مؤلفاته
فتح المجيد شرح كتاب التوحيد. وهو تهذيب وإكمال لتيسير العزيز الحميد لابن عمه الشيخ سليمان بن عبد الله.
1. قرة عيون الموحدين.
2. الرد على عثمان بن منصور.
3. الرد على داود بن جرجيس.
4. مختصر العقل والنقل.
5. مختصر تفسير سورة الإخلاص.
6. مجموعة كبيرة من الرسائل والفتاوى وهي من الكثرة حيث لو جمعت لبلغت مجلداً حافلاً.

## تلاميذه
قصده الطلاب من كل حدَب وصَوْب، وصارت الرياض في عهده معاهدَ علمية، وقد قرأ عليه عامَّة علماء نجد في زمانه ومن أشهرهم:
- ولده عبد اللطيف.
- حسن بن حسين آل الشيخ.
- حسين بن حمد آل الشيخ.
- عبد الملك بن حسين آل الشيخ.
- عبد الرحمن بن حسين آل الشيخ
- عبد العزيز بن عثمان بن عبد الجبار بن شبانة - قاضي بلديان منيخ والغاط والزلفي للإمام تركي ثم ابنه فيصل.
- عبد الله بن نصير (قاضي)
- ناصر بن عيد القاضي
- محمد بن سلطان
- عبد الرحمن بن حمد الثميري.
- عبد الله بن جبر بن محمد بن عتيق.
- عبد الله بن جبر القاضي
- محمد بن إبراهيم بن سيف (القاضي في جبل شمر عند ابن رشيد)
- عبد العزيز بن حسن بن يحيى
- عبد العزيز الفضلي.
- محمد بن زيد بن جساس.
- عبد الرحمن بن عبد الله بن عبد الرحمن بن عدوان.
- محمد بن سبت.
- عبد الله بن مرخان.
- عبد الرحمن بن مانع.
- محمد بن سليم.
- إبراهيم بن عيسى.

## أولاده
له خمسة أبناء، وهم المشايخ:
1. محمد الذي قتل في خراب الدرعية وليس له عقب.
2. إسماعيل وليس له عقب.
3. عبد اللطيف وله أبناء علماء وهم: العلامة عبد الله، والعلامة محمد، والشيخ عبد الرحمن والشيخ أحمد والشيخ إبراهيم والشيخ عمر والشيخ عبد العزيز والشيخ صالح.
4. إسحاق وله عبد الرحمن من أهل العلم ومحمد.
5. عبد الله وله عبد الرحمن ومحمد.

ولهم أبناء وأحفاد علماء، رحم الله أمواتهم وبارك ونفع بأحيائهم.

## وفاته
توفي عبد الرحمن بن حسن يوم السبت 11 ذي القَعدة عام 1285هـ، عن أكثر من تسعين سنة، ودُفن في مقبرة العود بالرياض.